# L'Halluciné
Pour les articles homonymes, voir The Terror.
Pour plus de détails, voir Fiche technique et Distribution.
L'Halluciné, également connu sous le titre Le Château de la terreur (titre original : The Terror), est un film fantastique américain, coréalisé par Roger Corman, Francis Ford Coppola, Monte Hellman, Jack Hill et Jack Nicholson, sorti en 1963.

## Synopsis
André Duvalier, un lieutenant français des armées napoléoniennes, se retrouve dans des conditions étranges sur les terres du baron von Leppe. Ce dernier, hanté par le fantôme de son épouse Ilsa, confesse son meurtre au lieutenant, lui aussi en proie à des hallucinations dans lesquelles apparaît la défunte.
Envoûté à son tour par la jeune femme, le lieutenant ne veut plus quitter les lieux avant d'en savoir plus.

## Fiche technique
- Titre : L'Halluciné ou Le Château de la terreur
- Titre original : The Terror
- Réalisateur : Roger Corman, Francis Ford Coppola, Monte Hellman, Jack Hill, Jack Nicholson
- Scénario : Leo Gordon, Jack Hill, Roger Corman
- Photographie : John M. Nickolaus Jr.
- Musique : Ronald Stein
- Producteur : Roger Corman, Francis Ford Coppola
- Société de production : Roger Corman Productions
- Société de distribution : American International Pictures
- Genre : Film fantastique, Film d'horreur, Thriller
- Durée : 81 minutes

## Distribution
Note : Bien qu'il date de 1963, le film n'a été doublé qu'en 2005.
- Boris Karloff (VF : Frédéric Cerdal) : le baron Victor-Frederick von Leppe
- Jack Nicholson (VF : Patrick Béthune) : André Duvalier
- Sandra Knight : Ilsa / Hélène
- Dick Miller : Stefan
- Dorothy Neumann : Katrina, la sorcière
- Jonathan Haze : Gustaf

## Autour du film
- Francis Ford Coppola collabore pour la deuxième fois avec Roger Corman comme assistant réalisateur et producteur associé
- Il s'agit de la troisième collaboration du réalisateur avec Jack Nicholson
- Le film a été réédité en 2005 par Bach Films sous le titre Le Château de la terreur entretenant une confusion avec Le Château de la terreur (The Strange Door) un film d’horreur de Joseph Pevney sorti en 1951 dans lequel joue également Boris Karloff
- Le film n'ayant pas de copyrights inscrits sur le générique de début et de fin a fait tomber le film dans le domaine public[réf. nécessaire].